# 郭之琮
郭之琮（1581年—？），字國珍，號荆麓，山西平陽府蒲州（今山西省永濟縣）人，明朝政治人物。

## 生平
萬曆三十一年（1603年）癸卯科舉人，萬曆三十五年（1607年）丁未科進士，授刑部主事，升郎中。萬曆四十年（1612年），任揚州府知府，四十四年升四川副使。萬曆四十六年（1618年），授陝西按察司副使。天啟元年（1621年），改陝西布政使司右參政。天啟五年（1625年），升陝西右布政使，同年以兼右僉都御史，巡撫寧夏，不久回籍。崇禎二年（1629年），起复任巡撫宣府，不久被革职。

## 轶事
《枣林杂俎》載其能記三生三世之奇事。

## 家族
曾祖郭銘。祖父郭東牧，壽官。父郭城，秦州知州。嫡母孟氏，生母梁氏。慈侍下。兄之璉、之瑜、之玠。